# شهرداری زابل
شهرداری زابل یک سازمان عمومی غیردولتی است که مسئولیت اداره شهر زابل را بر عهده دارد. بالاترین مقام اجرایی این سازمان شهردار زابل است که توسط شورای شهر زابل انتخاب می‌گردد. شهرداری زابل در سال ۱۳۰۴ یا ۱۳۰۷ خورشیدی با عنوان بلدیه زابل تأسیس شد. شهر زابل به ۲ ناحیه تقسیم شده‌است. بر اساس درجه‌بندی منتشرشده توسط سازمان شهرداری‌ها و دهیاری‌های کشور در سال ۱۴۰۰، درجهٔ شهرداری زابل ۹ است.

## ساختار سازمانی

### معاونت‌ها
- معاونت خدمات شهری
- معاونت عمرانی و شهرسازی
- معاونت برنامه‌ریزی و توسعه منابع

### سازمان‌ها
- سازمان سیما، منظر و فضای سبز شهری
- سازمان آتش‌نشانی و خدمات ایمنی
- سازمان مدیریت بر آرامستان‌ها
- سازمان ساماندهی مشاغل شهری و فراورده‌های کشاورزی
- سازمان مدیریت بر حمل‌ونقل و بار مسافر
- سازمان مدیریت پسماند[۳]

## حمل‌ونقل عمومی
بر اساس آمار ارائه‌شده توسط سازمان شهرداری‌ها و دهیاری‌های کشور در نیمه دوم دهه ۱۳۹۰، ناوگان حمل‌ونقل عمومی زابل شامل ۷۸ اتوبوس، ۱۰۵۳ تاکسی، و ۲۲ ون بوده‌است.

## شهرداران
اسامی شهرداران زابل پس از انقلاب ۱۳۵۷ به شرح زیر است:
| نام                   | آغاز تصدی | پایان تصدی |
| --------------------- | --------- | ---------- |
| محمد شاهرخ            | ۱۳۵۸      | ۱۳۵۹       |
| شیرمحمد درخشانی       | ۱۳۵۹      | ۱۳۶۲       |
| علی جعفری             | ۱۳۶۲      | ۱۳۶۴       |
| علی پیشادست           | ۱۳۶۴      | ۱۳۶۶       |
| روح‌الله خان احمدلو    | ۱۳۶۶      | ۱۳۷۰       |
| مجید حاجی غلام سریزدی | ۱۳۷۰      | ۱۳۷۱       |
| محمد خیرخواه          | ۱۳۷۱      | ۱۳۷۴       |
| احمدعلی افشاری‌مقدم    | ۱۳۷۴      | ۱۳۷۹       |
| سید محبوب احمدی       | ۱۳۷۹      | ۱۳۷۹       |
| رسول گرگیچ            | ۱۳۷۹      | ۱۳۸۶       |
| خسرو سراوانی          | ۱۳۸۶      | ۱۳۸۷       |
| احمد دهمرده           | ۱۳۸۸      | ۱۳۹۲       |
| غلامعلی خمر           | ۱۳۹۲      | ۱۳۹۳       |
| حمیدرضا نوری          | ۱۳۹۳      | ۱۳۹۶       |
| مهیار میر (سرپرست)    | ۱۳۹۶      | ۱۳۹۶       |
| حمیدرضا نوری          | ۱۳۹۶      | ۱۳۹۷       |
| موسی خمری             | ۱۳۹۷      | ۱۴۰۰       |
| محمد پودینه           | ۱۴۰۰      | متصدی      |